# Vorspiel zum 3. Akt der Operette "Eine Nacht in Venedig"
Vorspiel zum 3. Akt der Operette "Eine Nacht in Venedig" (Förspel till akt III av operetten "En natt i Venedig") är ett orkesterverk av Johann Strauss den yngre. Datum och plats för första framträdandet är okänt.

## Historia
1970 publicerades den fullständiga utgåvan av Strauss operett En natt i Venedig, som hade haft premiär i Wien den 9 oktober 1883. På uppdrag av Johann Strauss-sällskapet i Wien hade professor Fritz Racek (1911-75) undersökt materialet och volymen publicerades av förlaget Doblinger i Wien som Volym 9 (Serie II) i Johann Strauss Gesamtausgabe. 
I utgåvan återfanns ett dittills okänt förspel till akt III, skriven med Johann Strauss egen handstil. Detta orkesterförspel - eller "Entre'Akt" som kompositören själv benämnde det - spelades inte vid operettens urpremiär i Berlin den 3 oktober 1883 och inte heller vid Wienpremiären sex dagar senare. Det är möjligt att Strauss valde att ta bort stycket senast vid tiden för generalrepetitionen i Berlin. Tilltaget var inget ovanligt och det skedde ofta att ett scenverk inte fick sin slutliga form förrän efter några föreställningar. Orsaken till borttagandet av förspelet till akt III är dock okänt.
Inga förklaringar återfinns heller i brevväxlingen mellan Strauss och hans kommande hustru Adèle. En teori har framlagts av musikforskaren och Strausskännaren, professor Eberhard Würzl. Efter att ha studerat Strauss manuskript föreslog Würzl att Strauss strykning kan ha berott på att melodin till kvartetten (Nr. 6a) i akt I, en vals med orden "Alle maskiert" - vilken förekommer i förspelet efter 11 takters inledning - redan hade använts totalt fyra gånger i operetten. I noterna har den melodins femdelade rondoform reducerats, och slutdelen förkortats. 

## Om verket
Speltiden är ca 1 minut och 34 sekunder plus minus några sekunder beroende på dirigentens musikaliska tolkning.

## Weblänkar
- Vorspiel zum 3. Akt der Operette "Eine Nacht in Venedig" i Naxos-utgåvan.